# Kazatelny
Kazatelny (německy Predigerstühle) je vrchol v České republice ležící v severovýchodní části Medvědské hornatiny v Hrubém Jeseníku (okres Jeseník, Olomoucký kraj).

## Poloha
Vrch Kazatelny se nachází asi 3,5 kilometru jihozápadně od osady Rejvíz a asi 6 kilometrů jihovýchodně od města Jeseník. Jedná se o nejvyšší vrchol asi pět kilometrů dlouhého východo-západně orientovaného hřebenu. Vrch zaujímá místo v jeho středu. Severovýchodní a jihozápadní svah, které spadají do sedel v rámci hřebenu nejsou příliš prudké a dlouhé. Na severovýchodní straně mají Kazatelny navíc nevelký výběžek, na jehož vrcholu se nachází výrazné skalisko. Ostatní svahy jsou prudší a zvláště severozápadní vykazuje značné převýšení.

## Geologie a geomorfologie
Na hřbetu Kazatelen v okolí kóty 891 m n. m. se nachází soubor šesti skalních výchozů o rozměrech od 2 x 3 x 3 metrů až po 5 x 7 x 8 metrů (poslední údaj představuje výšku). Z geologického hlediska se jedná o muskovitický kvarcit s polohami chlorit-muskovických fylitů s grafitem a devonskou faunou. Pod skalami na částečně zalesněném svahu se vyskytují sutě. Jsou zde též zřetelné projevy mrazového zvětrávání - kryoplanační terasa a mrazový srub. Morfologicky zajímavé skály na vrchu Kazatelny jsou součástí česko - polské Geotrasy sudetské (Geostrada Sudecka). Kazatelny jsou uvedeny na informační tabuli č. 17 zmíněné geotrasy, popisující lokality v oblasti Zlatých Hor.

## Vodstvo
Na severní straně vrchu pramení několik potoků stékajících do velmi hlubokého údolí Vrchovištního potoka. Pod jižní stranou Kazatelen prochází nepříliš hluboké údolí Černé Opavy.

## Vegetace
Vrch je zalesněn. Větší paseky se nacházejí na severozápadním svahu a v prostoru severovýchodního výběžku.

## Komunikace a turistické trasy
Přes vrchol Kazatelen a okolo skaliska na severovýchodním výběžku prochází pěšina se žlutě značenou turistickou trasou 7804 ze Švýcárny, která pak pokračuje k Mechovým jezírkům a do Rejvízu. Asfaltová lesní cesta vede souběžně s hřbetem Kazatelen údolím Černé Opavy.